# Norifumi Takamoto
Norifumi Takamoto (Miyazaki, 31 december 1967) is een voormalig Japans voetballer.

## Carrière
Norifumi Takamoto speelde tussen 1993 en 1996 voor Nagoya Grampus Eight en Kyoto Purple Sanga.